# ダグマー・クラウゼ
ダグマー・クラウゼ（Dagmar Krause、1950年6月4日 - ）は、ドイツの歌手で、スラップ・ハッピー、ヘンリー・カウ、アート・ベアーズなどのアヴァン・ロック・グループとの活動で最もよく知られている。彼女はベルトルト・ブレヒト、クルト・ヴァイル、ハンス・アイスラーの曲をカヴァーしたことでも有名である。彼女の珍しい歌唱スタイルは、その声をすぐに認識できるものにし、彼女が参加した多くのバンドのサウンドを定義づけた。

## 略歴

### バンドとプロジェクト
ダグマー・クラウゼは、1950年6月4日に西ドイツのハンブルクで生まれた。彼女は14歳にしてハンブルクのレーパーバーンにあるクラブで歌手としてプロのキャリアをスタートした。1968年、彼女はかつて冗談半分にママス&パパスのドイツ版ともいわれた現代フォーク/プロテスト・グループ、シティ・プリーチャーズに招き入れられた。ドイツのテレビ番組からスピンオフした1968年のアルバム『Der Kürbis, das Transportproblem und die Traumtänzer (The Pumpkin, the Project of Transport and the Dream-dancers)』にボーカルを提供している。シティ・プリーチャーズは1969年に解散したが、リード・シンガーのインガ・ランプとクラウゼは1970年に再合流し、アルバム『I.D. Company』をレコーディングした。それはスタジオ・プロジェクトの名前で、各ボーカリストがLPの片面を担当しリード・ボーカルを歌い、その方向性を決定した（クラウゼの面は、前衛的な傾向があり、彼女の将来の方向性を示していた）。
ハンブルクには前衛音楽シーンが隆盛しており、美的自由と実験音楽の追求に興味を持つ数多くのヨーロッパの音楽家を魅了した。クラウゼはここでイギリスの実験作曲家アンソニー・ムーアと出会い、後に結婚した。1972年、ムーア、クラウゼ、そしてムーアを訪ねてきたアメリカ人の友人でシンガーソングライターのピーター・ブレグヴァドは、シンプルなポップ構造と記号学と象徴主義の伝統を同様に取り入れた難読な歌詞を混ぜ合わせた自称「ナイーブ・ロック」グループ、スラップ・ハッピーを結成した。スラップ・ハッピーは、クラウゼの国際的な音楽キャリアの始まりとなった。彼らはドイツでファウストをバック・バンドに迎え、ポリドールのために2枚のアルバム『ソート・オヴ』（1972年）と、後に『スラップハッピィ・オア・スラップハッピィ（アクナルバサック・ヌーン）』として知られるようになるアルバム（当時は未リリース）をレコーディングした。その後、彼らはロンドンに移り、ヴァージン・レコードのために『アクナルバサック・ヌーン』を新しくアレンジし直して録音し、『カサブランカ・ムーン』としても知られるアルバム『Slapp Happy』をリリースした（1974年）。オリジナルの『アクナルバサック・ヌーン』は、1980年になってレコメンデッド・レコードからリリースされて初めて日の目を見ることとなった。
1974年、スラップ・ハッピーはヴァージンのレーベル仲間で政治志向のあるアヴァン・ロック・グループ、ヘンリー・カウと合併し、『悲しみのヨーロッパ』（1974年）と『傾向賛美』（1975年）という2枚のアルバムを制作した。しかしアプローチの違いにより、ムーアとブレグヴァドはスラップ・ハッピーとの合併から撤退を余儀なくされた。しかし、クラウゼはヘンリー・カウに残ることを選択し、それがスラップ・ハッピーの終焉へとつながった。
クラウゼの歌はヘンリー・カウのレパートリーに新たな次元を加え、そのトリッキーな拍子記号が彼女の歌唱力を強化した。ヘンリー・カウは、2年間ヨーロッパをツアーし、その間にクラウゼとロバート・ワイアットのデュオによる歌唱などを収録したライブ・アルバム『コンサート』（1976年）をリリースした。しかし1976年5月、彼女は体調不良のためヘンリー・カウの多忙なツアー・スケジュールからの撤退を余儀なくされ、ハンブルクへと戻った。1977年10月、ツアーに参加できないままヘンリー・カウを脱退したが、次のスタジオ・アルバム『ホープス・アンド・フィアーズ』で歌うことに同意した。
『ホープス・アンド・フィアーズ』は、1978年にヘンリー・カウのアルバムとしてスタートしたが、その内容についてグループ内で意見の相違があり、クラウゼ、クリス・カトラー、フレッド・フリスからなる新バンド、アート・ベアーズのものとクレジットされることになった。アート・ベアーズはさらに2枚のアルバム『ウィンター・ソングス』（1979年）と『ザ・ワールド・アズ・イット・イズ・トゥデイ』（1981年）を制作した。
1979年、彼女はヴァージン・レコード・レーベルからリリースされたアルバム『バブル』でケヴィン・コインとコラボレーションを行った。コインが本作の劇場公演において、作中で描かれる2人の恋人の間にある破壊的な関係がムーアズ殺人事件に基づいている可能性があると示唆したため、この作品は物議を醸すこととなった。ロンドンのストラットフォード・イースト王立劇場での2公演は、「ザ・サン」紙と「イブニング・スタンダード」紙の否定的な報道を受けて、ニューハム評議会によって急遽キャンセルされた。最終的に公演はケニントンのオーヴァル・ハウスで4夜にわたって上演された。NMEのためにこの公演をレビューしたポール・デュ・ノワイエは、次のように書いている。
| 「 | 『バブル』は、ロマンスや巧みな駆け引きの要素を取り除いた、1つの関係の現実をとりわけ徹底的かつ丹念に探求した作品です。それに応じて、採用されている形式も厳格なものです。電球、テーブル、椅子からなるステージ・セットの両側に、コインと彼のパートナーであるダグマー・クラウゼが立っています。伴奏はボブ・ウォードとブライアン・ゴディングのみで、後ろの薄暗い中でエレクトリック・ギターとアコースティック・ギターを演奏していました。 | 」 |

1983年、クラウゼはコア・メンバーとしてクラウゼ、クリス・カトラー、リンジー・クーパー、ジーナ・パーキンスをフィーチャーした新しいバンド、ニューズ・フロム・ベイブルに参加した。彼らは2枚のアルバム『Work Resumed on the Tower』（1984年）と『Letters Home』（1985年）をレコーディングした。ニューズ・フロム・ベイブルの後、クラウゼは多くのプロジェクトやコラボレーションに参加した。マイケル・ナイマン・バンドのアルバム『キス・アンド・アザー・ムーヴメンツ』（1985年）では、オマー・エブラヒムとともにマイケル・ナイマン/ポール・リチャーズのアート・ソング「The Kiss」を演奏している。彼女はまた、リンジー・クーパーと共演した『Music for Other Occasions』（1986年）、クリス・カトラーとルッツ・グランディーンと共演した『Domestic Stories』（1992年）、ティム・ホジキンソンと共演した『Each in Our Own Thoughts』（1994年）、そしてマリー・ゴヤッティとの『サイエンティフィック・ドリーム・アンド・フレンチ・キス』（1998年）にも参加した。
1984年、クラウゼはストラングラーズの「Here & There」でバッキング・ボーカルを歌った。この曲はシングル「Skin Deep」のB面に収録されている。その後、「Skin Deep」の収録アルバムである『オーラル・スカルプチャー』の2001年リマスター盤にボーナストラックとして追加された。
1991年、クラウゼ、ムーア、ブレグヴァドは、イギリスの制作会社アフター・イメージが制作し、チャンネル4テレビの委託を受けて特別に書かれたテレビ・オペラ『キャメラ (Camera)』（イタリア語では『Room』）に取り組むために再会した。この曲はクラウゼのオリジナルのアイデアに基づいており、ブレグヴァドが作詞、ムーアが音楽を担当した。クラウゼは主人公「メリュジーナ」を演じ、オペラは2年後にチャンネル4で放送された。スラップ・ハッピーは1997年にアルバム『サ・ヴァ』を録音するために一時的に再結成し、2000年には日本ツアーを行った。
2010年、クラウゼはロバート・ワイアットの音楽へのトリビュートである「Comicoperando」に参加し、そのラインナップには、リチャード・シンクレア、アニー・ホワイトヘッド、ジラッド・アツモン、アレックス・マグワイア、クリス・カトラー、ジョン・エドワーズ、ミシェル・デルヴィル、カレン・マントラー、クリスティアーノ・カルカニールが在籍している。
クラウゼ、ムーア、ブレグヴァドは、2016年11月にスラップ・ハッピーを再結成し、ドイツ・ケルンのウィークエンド・フェスティバルでファウストと共演した。両グループは2017年2月10日と11日にもロンドンのカフェ・オトで共演している。2017年2月24日、スラップ・ハッピーはファウスト抜きで東京・渋谷のマウント・レイニア・ホールでパフォーマンスを行った。

### ソロ作品
クラウゼはワイマール時代のキャバレーに魅了されており、劇作家ベルトルト・ブレヒトと、彼の音楽協力者であるクルト・ヴァイルとハンス・アイスラーの作品への愛情が、彼女の最も満足のいく作品のいくつかを生み出した。1978年、彼女はロンドン芸術劇場でのブレヒトとワイルの戯曲『マハゴニー市の興亡』公演に主演し、1985年にはハル・ウィルナーのプロデュースによるアルバム『星空に迷い込んだ男 - クルト・ワイルの世界』で、ブレヒトとワイルの「Surabaya Johnny」を歌った。ジョン・ドゥーガンはオールミュージックで、クラウゼの「エレガントなアルトはブレヒトやヴァイルの感情的かつ政治的な音楽に完璧に合っていた」と書いた。
1986年、クラウゼは2枚のソロ・アルバム、『サプライ・アンド・ディマンド』と『タンク・バトルズ』を制作した。これらのアルバムはドイツ語でも歌われ、『Angebot und Nachfrage』および『Panzerschlacht: Die Lieder von Hanns Iceler』としてリリースされた。歌詞的には、たとえばヘンリー・カウの「Living in the Heart of the Beast」など、クラウゼがかつて演奏していた社会的良心についての歌の傾向を引き継いでいた。『サプライ・アンド・ディマンド』と『タンク・バトルズ』は数多くの人からクラウゼの最高傑作とみなされており、後者はアイスラー作品の最も優れた解釈の1つであると考えられている。彼女はさまざまな会場、特にエディンバラ・フェスティバルにてこれらのアルバムからのセレクションをライブで演奏し、その模様は『Radio Sessions』（1993年）に記録されている。

### 歌唱スタイル
ボーカリストとしてのクラウゼは、後天的なセンスだと評す人もいる。彼女の歌唱スタイルは非常に独創的で独特である。その「ハスキーでビブラートの効いたアルト」の声は、甘くメロディアスなクルーン（小声でささやくような歌い方）から、ヘンリー・カウの『傾向賛美』などのアルバムに代表される好き嫌いが分かれそうなハルマゲドン・スタイルまで多岐にわたっている。クラウゼの歌の魅力の一部は、彼女のドイツ語風で抑揚のあるボーカルにある。「…しかし、彼女がドイツ語で歌っても、英語で歌っても（同じレコードでよく歌っている）、その完璧なフレージングと、最もよく聞かれる歌詞に明白な感情を吹き込む能力を保持しています」。
『All About Jazz』の批評家ジョン・ケルマンは、『The 40th Anniversary Henry Cow Box Set』（2009年）のレビューで、「（ヘンリー・カウにおいて）歌手に求められるインターバル的な跳躍やハーモニーの洗練さのせいで、クラウゼは過小評価され、この現代音楽の歴史の中でその良さが伝わっていない歌手になっている」と書いた。 

## ディスコグラフィ

### ソロ・アルバム
- 『サプライ・アンド・ディマンド』 - Supply and Demand: Songs by Brecht/Weill and Eisler (1986年、Hannibal) ※旧邦題『ワイル、アイスラー&ブレヒト』
  - Angebot und Nachfrage (1986年、Hannibal) ※ドイツ語オリジナル
- 『タンク・バトルズ』 - Tank Battles: The Songs of Hanns Eisler (1988年、Island) ※旧邦題『ハンス・アイスラーを唄う』
  - Panzerschlacht: Die Lieder von Hanns Eisler (1988年、Island) ※ドイツ語オリジナル
- Radio Sessions (1993年、Voiceprint)

### バンド&プロジェクト
シティ・プリーチャーズ
- Der Kürbis, das Transportproblem und die Traumtänzer (1968年、Decca)
- Back to the City (1971年、Hörzu)

I.D. カンパニー
- I.D. Company (1970年、Hörzu/Electrola)

スラップ・ハッピー
- 『ソート・オヴ』 - Sort Of (1972年、Polydor)
- 『カサブランカ・ムーン』 - Casablanca Moon (1974年、Virgin) ※初出タイトルは『Slapp Happy』
- 『悲しみのヨーロッパ』 - Desperate Straights (1975年、Virgin) ※ヘンリー・カウとの共作。スラップ・ハッピー/ヘンリー・カウ名義
- 『傾向賛美』 - In Praise of Learning (1975年、Virgin) ※ヘンリー・カウとの共作。ヘンリー・カウ名義。旧邦題『イン・プレイズ・オヴ・ラーニング』
- 『スラップハッピィ・オア・スラップハッピィ（アクナルバサック・ヌーン）』 - Acnalbasac Noom (1980年、Recommended) ※1973年録音
- 『サ・ヴァ』 - Ça Va (1998年、V2)
- 『キャメラ』 - Camera (2000年、Blueprint) ※原版はダグマー・クラウゼ、アンソニー・ムーア、ピーター・ブレグヴァド名義
- 『Live in Japan - May, 2000』 - Live in Japan (2001年、FMN)

ヘンリー・カウ
- 『コンサーツ』 - Concerts (1976年、Caroline)
- The Virgin Years – Souvenir Box (1991年、East Side Digital)
- Henry Cow Box (2006年、Recommended)
- Stockholm & Göteborg (2008年、Recommended)
- The 40th Anniversary Henry Cow Box Set (2009年、Recommended)
- The Henry Cow Box Redux: The Complete Henry Cow (2019年、Recommended)

アート・ベアーズ
- 『ホープス・アンド・フィアーズ』 - Hopes and Fears (1978年、Recommended)
- 『ウィンター・ソングス』 - Winter Songs (1979年、Recommended)
- 『ザ・ワールド・アズ・イット・イズ・トゥデイ』 - The World as It Is Today (1981年、Recommended)
- 『アート・ボックス』 - The Art Box (2004年、Recommended)

ケヴィン・コイン
- 『バブル』 - Babble (1979年、Virgin)

コミューターズ
- 『コミューターズ』 - Commuters (1983年、Amphibious) ※EP

ニューズ・フロム・ベイブル
- Work Resumed on the Tower (1984年、Recommended)
- Letters Home (1985年、Recommended)

マイケル・ナイマン・バンド
- 『キス・アンド・アザー・ムーヴメンツ』 - The Kiss and Other Movements (1985年、E.G.)

ダック・アンド・カヴァー
- Re Records Quarterly Vol.1 No.2 (1985年、Recommended)

リンジー・クーパー
- Music for Other Occasions (1986年、No Man's Land)

クリス・カトラー&ルッツ・グランディーン
- Domestic Stories (1992年、Recommended)

ティム・ホジキンソン
- Each in Our Own Thoughts (1994年、Woof)

マリー・ゴヤッティ
- 『サイエンティフィック・ドリーム・アンド・フレンチ・キス』 - A Scientific Dream and a French Kiss (1998年、Resurgence)

ジ・オーケストラ
- "Unreleased Orckestra Extract" (2006年、Recommended) ※3" CDシングル

### その他の参加アルバム
- The Grid : 456 (1992年、Virgin) ※クラウゼは1曲で歌っている